# All-Nippon-Airways-Flug 533
Am 13. November 1966 stürzte eine NAMC YS-11 auf dem All-Nippon-Airways-Flug 533 kurz nach dem Durchstarten in Matsuyama ab.

## Verlauf
Die Maschine war um 19:13 Uhr vom Flughafen Osaka-Itami mit Ziel Matsuyama gestartet. Gegen 20:20 Uhr begannen die Piloten mit dem Anflug auf die Landebahn 31. Der Anflug war höher als gewöhnlich und die YS-11 landete 460 Meter hinter der Bahnschwelle. Nach 170 Metern auf der Landebahn startete die YS-11 durch und stieg auf eine Höhe von 70 bis 100 Metern. Dann machte die Maschine eine Linkskurve, verlor an Höhe und schlug im Seto-Binnenmeer auf. Keiner der 50 Insassen überlebte.
Trotz intensiver Ermittlungen konnte nicht geklärt werden, warum die Maschine abgestürzt war. Es handelt sich um das zweitschwerste Unglück einer YS-11, nach dem Absturz einer YS-11 auf dem Toa-Domestic-Airlines-Flug 63.

## Sonstiges
Nur neun Monate zuvor war eine Boeing 727 auf dem All-Nippon-Airways-Flug 60 ebenfalls verunglückt.